# Peiman Eliassi
Peiman Eliassi, född 1 februari 1989, är en svensk fotbollsspelare som spelar för IFK Berga. Han har även spelat för Kalmar United i Svenska Futsalligan.

## Karriär
Eliassis moderklubb är Kalmar AIK FK. Han började sin seniorkarriär i Lindsdals IF. Därefter gick han till Oskarshamns AIK. Inför säsongen 2013 skrev han på ett tvåårskontrakt med Ljungskile SK, vilket han inför 2015 förlängde med ytterligare tre år.
I juli 2016 återvände Eliassi till Oskarshamns AIK. I december 2020 värvades han av division 2-klubben IFK Berga.